# 圖里亞龍屬
圖里亞龍屬是種蜥腳下目恐龍。

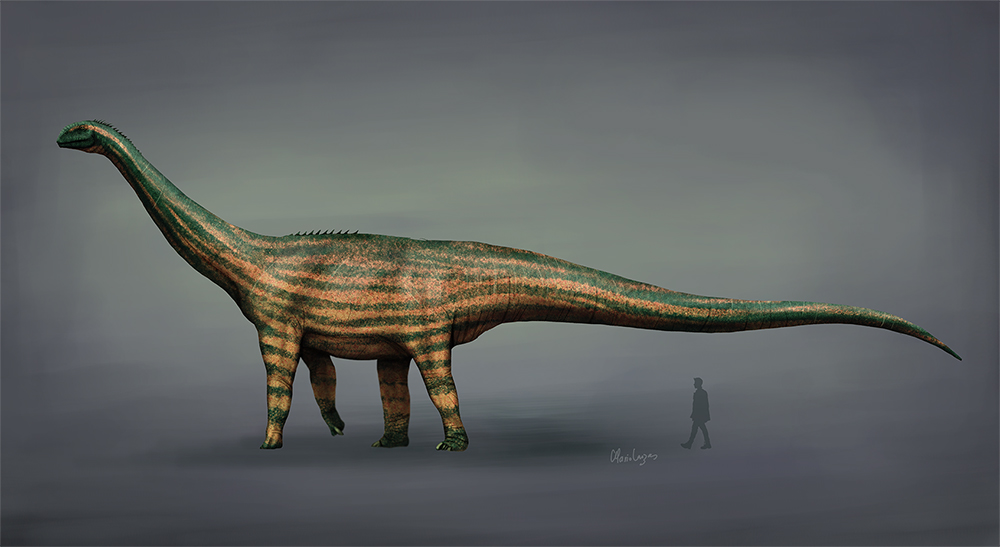
圖里亞龍的復原圖

圖里亞龍被認為是歐洲所發現的最大恐龍，身長超過30公尺，重量達27到38公噸，約是6到7隻成年雄象重量的總和。圖里亞龍的頭顱骨只有70公分長，與身體相比並不大。根據古生物學家Luis Alcalá的說法，蜥腳類恐龍如果演化出大型頭部，頸部將無法支撐重量。
圖里亞龍的正模標本是一個破碎化石，包括：關節連接的左前肢、頭顱骨碎片、牙齒、脊椎、以及肋骨，發現於西班牙東北部的阿拉貢自治區特魯埃爾省里奧德瓦村的Villar del Arzobispo組地層，是個陸相沉積層。這些化石原本被非正式命名為「"Riodevasaurus"」，是個無資格名稱。模式種是里奧德瓦圖里亞龍（Turiasaurus riodevensis），是在2006年由Royo-Torres、Coblos、Alcala等人正式敘述、命名。屬名意為「圖里亞蜥蜴」，圖里亞（Turia）是特魯埃爾省的拉丁名。近年，馬德里東方挖出的新化石，已發現最完整的圖里亞龍頭顱骨。
種系發生學研究顯示圖里亞龍不屬於新蜥腳類演化支，而屬於圖里亞龍類演化支，這個新成立的演化支還包括：露絲娜龍、加爾瓦龍。

## 外部連結
- BBC的圖里亞龍報導：歐洲所發現的最大型恐龍 （页面存档备份，存于）
- 圖里亞龍簡介(英文/德文)